# Wilhelm Schröder (Politiker, 1870)
Wilhelm Schröder (* 9. Februar 1870 in Lüdersdorf; † nach 1919) war ein deutscher Lehrer und Politiker.

## Leben
Schröder war Lehrer und Mitglied der SPD. Er ersetzte am 25. September 1919 den Abgeordneten Wilhelm Törper im ersten ordentlichen Landtag von Mecklenburg-Strelitz.